# شهر الاسماء
نهمین ماه از ماه های سال 361 روزه آیین بیانی است که توسط سید علی محمد باب در کتاب چهارشآن به آن اشاره شده است .
- الأسماء کلشیئ - چهار شآن

همچنین
نهمین ماه از ماه‌های ۱۹گانه در گاه‌شماری بهائی است که مثل همه ماه‌های این گاه‌شماری دارای ۱۹ روز می‌باشد.

## اعیاد
طلوع حضرت قدوس  محمدعلی بارفروشی دوم ماه اسماء سال سوم قبل از مبداء تقویم بدیع بیانی
عید بشارت پنجم ماه اسماء سال 15 تقویم بدیع بیانی